# Unió Nacional Cristiana
Unió Nacional Cristiana (en letó: Kristīgā nacionālā savienība) va ser un partit polític de Letònia al període d'entreguerres el seu líder va ser Gustavs Reinhards.

## Història
El partit va ser fundat en 1920, i va guanyar tres escons en les eleccions de l'Assemblea Constituent el 1920. Va tindre quatre escons en les eleccions legislatives de 1922, però va reduir a dos en les de l'any 1925. Va tornar a tenir quatre escons el 1928 i tres en les eleccions de 1931,-les últimes eleccions multipartidistes fins a 1990-.

## Ideologia
El partit va advocar pel luteranisme com a base per a la governalitat així com donava suport a la llei seca. Va formar l'anomenat «bloc nacional» al Saeima, al costat del Partit per la Pau i l'Orde i al d'Unió Nacional.

## Resultats electorals
| Any  | Vots   | %    | Escons  | +/- |
| ---- | ------ | ---- | ------- | --- |
| 1920 | 16,218 | 2.28 | 3 / 100 | Nou |
| 1922 | 33,043 | 4.17 | 4 / 100 | 1   |
| 1925 | 14,736 | 1.77 | 2 / 100 | 2   |
| 1928 | 25,254 | 2.72 | 4 / 100 | 2   |
| 1931 | 21,208 | 2.19 | 3 / 100 | 1   |